# Kloster La Clarté-Dieu (Saint Paterne)
Das Kloster La Clarté-Dieu (Claritas Dei; nicht zu verwechseln mit Kloster Eaunes, das ebenfalls den Beinamen La Clarté-Dieu trug, und mit der Trappistinnenabtei Clarté-Dieu) ist eine ehemalige Zisterzienserabtei in der Gemeinde Saint-Paterne-Racan im Département Indre-et-Loire, Region Centre-Val de Loire, in Frankreich. Das Kloster liegt in einem engen, felsigen Tal.

## Geschichte
Das Kloster wurde auf Veranlassung des 1238 verstorbenen Bischofs von Winchester, Peter des Roches, auf den auch die gleichzeitige Gründung von Netley Abbey in Hampshire, England, zurückgeht, im Jahr 1239 als Tochterkloster von Kloster Cîteaux errichtet und gehörte damit der Filiation von Cîteaux an. Das Kloster wurde 1364 von Amaury de Troo zerstört und anschließend neu errichtet. Im 17. und 18. Jahrhundert verfiel die Kirche. Vor der Französischen Revolution, in der die Auflösung erfolgte, beherbergte das Kloster nurmehr vier Mönche. Nach der Revolution wurde das Kloster als Steinbruch benutzt. Das Kloster ist als Monument historique klassifiziert.

## Bauten und Anlage
Die Kirche mit einer halbrund geschlossenen Apsis lag im Norden der Anlage, die Klausur südlich der Kirche. Erhalten sind der Konversenbau mit einer Weinpresse und zwei gewölbten Sälen sowie dem Laiendormitorium im Obergeschoss und in ruinösem Zustand die Fremdenkapelle aus dem 14. Jahrhundert, weiter das zweischiffige, kreuzrippengewölbte Refektorium aus dem 15. Jahrhundert. Aus einer Rekonstruktion des 18. Jahrhunderts steht noch das Abtspalais aus dem Jahr 1713. Die Einrichtung der fast vollständig zerstörten Kirche ist in die Pfarrkirche von Saint-Paterne gelangt.